# بروک‌تریلز (کالیفرنیا)
بروک‌تریلز (به انگلیسی: Brooktrails) یک منطقهٔ مسکونی در ایالات متحده آمریکا است که در شهرستان مندوسینو، کالیفرنیا واقع شده‌است. بروک‌تریلز ۱۸٫۹۶ کیلومتر مربع مساحت و ۴٬۲۸۲ نفر جمعیت دارد و ۴۹۸ متر بالاتر از سطح دریا واقع شده‌است.